# Пассарге, Людвиг
Людвиг Пассарге (6 августа 1825, имение Волиттник, Хайлигенбейль, Восточная Пруссия — 19 августа 1912, Линденфельс, Гессен) — германский писатель
, путешественник, переводчик, редактор.

## Биография
Людвиг Пассарге родился в семье помещика. Окончил колледж Фридериканум, с 1844 года изучал право в университетах Гейдельберга и Кёнигсберга. Служил по судебному ведомству в Пруссии: в 1856 году был назначен окружным судьёй в Хайлигенбейле. В 1877 году стал судьёй в Инстербурге и в 1879 году в Кёнигсберге. В 1887 году вышел в отставку.
С юности путешествовал по всей Европе, описывая свои впечатления от поездок в книгах и статьях. Побывал во всех местах Восточной Пруссии и Балтийского региона, много путешествовал по Пиренейскому и Балканскому полуостровам, а также по Скандинавии. Свои путешествия продолжал до конца жизни, умер во время поездки в Одельвальд.
Главные работы: «Aus dem Weichseldelta» (Берлин, 1857), «Fragmente aus Italien» (1860), «Schweden, Wisby u. Kopenhagen» (1867), «Drei Sommer in Kopenhagen» (2-е издание под заглавием «Sommerfahrten in Norwegen», 1884), «Henrik Ibsen» (1888), «Baltische Novellen» (1884). Был также первым переводчиком произведений Генрика Ибсена на немецкий язык, в 1897 году предоставил большое количество материалов для первого издания путеводителя Бедекера.